# Frătăuții Noi
Frătăuții Noi è un comune della Romania di 5 731 abitanti, ubicato nel distretto di Suceava, nella regione storica della Bucovina. 
Il comune è formato dall'unione di 2 villaggi: Costișa e Frătăuții Noi.